# Stade Nagai
Le stade Nagai (大阪市 長居陸上競技場, Ōsaka-shi Nagai Rikujō Kyōgijō) est un stade de football et d'athlétisme situé à Osaka, Japon. C'est là où joue le Cerezo Ōsaka pour les affiches du championnat japonais. Il a une capacité de 50 000 spectateurs.

## Histoire
Construit en 1964 à l'occasion des Jeux olympiques de Tokyo et entièrement restructuré en 1996 avec un projet de $380 millions de dollars, le Nagai Stadium est le plus vieux des stades utilisés en 2002 pour la Coupe du monde de football. Il fut le stade principal du 52e National Sports Festival of Japan en 1997. Il a accueilli quelques matches de la Coupe du monde de football de 2002 ainsi que les Championnats du monde d'athlétisme en 2007.
Lors de la candidature d'Osaka à l'organisation des Jeux olympiques de 2008 (finalement attribués à Pékin, voir Candidatures pour les Jeux olympiques de 2008), c'était le centre sportif proposé pour les accueillir.

## Évènements
- Football aux Jeux olympiques d'été de 1964
- 52e National Sports Festival of Japan, 1997
- Coupe du monde de football de 2002
- Championnats du monde d'athlétisme 2007
- Koshien Bowl, 2007 et 2008
- 96e édition des Championnats du Japon d'athlétisme
- Coupe du monde des clubs de la FIFA 2015

## Accès
- Environ 5 minutes de marche de la gare de Tsurugaoka sur la ligne Hanwa (JR West).
- Environ 5 minutes de marche de la gare de Nagai sur la ligne Hanwa (JR West) et la ligne Midōsuji (Métro d'Osaka).